# Natália Hejková
Natália Hejková (* 7. duben 1954 Žilina) je bývalá slovenská basketbalová trenérka a bývalá československá basketbalistka.

## Hráčská kariéra
Natália Hejková hrála během aktivní kariéry v klubech Slavia VŠ Praha (1972–1979, v sezóně 1975/76 vyhrála s klubem Pohár Ronchettiové) a TJ SCP Ružomberok (1979–1986).

## Trenérská kariéra
- 1987 – 2003 SCP Ružomberok
- 2003 – 2006 MKB Euroleasing Šoproň
- 2006 – 2008 Spartak Moskevská oblast
- 2008 – 2009 Dynamo Moskva
- 2011 Ros Caseres Valencia
- 2012 – 2025 ZVVZ USK Praha

### SCP Ružomberok
Nejúspěšnější působení trenérky Natálie Hejkové je spojeno s Ružomberkem. Z klubu regionálního významu vybudovala v poměrně skromných podmínkách jeden z nejsilnějších klubů na evropském kontinentu.
Nabídku trénovat prvoligový Ružomberok dostala v roce 1987 od tehdejšího manažera Jozefa Smolka, se kterým na příštích 16 let vytvořili veleúspěšnou dvojici.
První úspěch zaznamenala v sezóně 1989/90, kdy v československé lize získal Ružomberok 4. místo. V týmu už byla rozehrávačka Iveta Bieliková, hrající v Ružomberku až do roku 2003. Ve federální lize klub poslední tři ročníky před rozdělením Československa dominoval a v posledním ročníku získal dokonce titul mistra bez jediné prohry. Následovalo 10 titulů mistra Slovenska v řadě. Po problémech uvnitř klubu v roce 2003 opustila Ružomberok ještě před skončením sezony a 11. titul tak získalo SCP již pod vedením Jeleny Mozgové.
Nejvýraznějších úspěchů dosáhla Natália Hejková na mezinárodní scéně, když 2× zvítězila s Ružomberkem v Eurolize (1998/99, 2000/01) a 6× se dostala mezi nejlepší 4 družstva, tzv. turnaj Final Four (1992/93, 1995/96, 1996/97, 1998/99, 1999/00, 2001/02). Na Golden Cupu, neoficiálním mistrovství světa klubů v brazilské Londrině v roce 1998 získal SCP Ružomberok pod jejím vedením druhé místo.

### MKB Euroleasing Šoproň
S maďarským týmem se 3× probojovala do Euroligy, nejlepšího umístění dosáhla v sezóně 2003/04 – 4. místo ve skupině A a postup do play–off soutěže, kde bylo družstvo vyřazeno US Vallenciennes Orchies. V maďarské lize byla se Šoproní 3× vicemistrem země.

### Spartak Moskevská oblast
Spartak Moskevská oblast se pod jejím vedením stal dvojnásobným vítězem Evropské ligy (2006/07, 2007/08), získal 2 ruské tituly, v roce 2008 byl vítězem základní části ruské ligy a v roce 2007 se dostal do semifinále Ruského poháru.

### Dynamo Moskva
S Dynamem Moskva postoupila v sezóně 2008/09 do semifinále ruské ligy a v téže sezoně do semifinále EuroCupu FIBA, kde ruský klub vypadl s italským Cras Basket Taranto.

### Ros Caseres Valencia
Trenérskou španělského teamu Ros Caseres Valencia se stala v březnu 2011 a postoupila s ním do Final Four Euroligy. Ve španělské lize získala 2. místo. Smlouvu s vicemistrem Španělska prodloužila i na sezónu 2011/12. Koncem roku 2011 však byla z pozice trenérky španělského týmu po těsné prohře na palubovce Vilniusu odvolána, i přesto, že Valencie v té době byla na čele domácí soutěže bez prohry a v Eurolize vedla svou skupinu.

### ZVVZ USK Praha
Do Prahy na post hlavní trenérky byla angažována v listopadu 2012, přičemž hned v první sezoně v Praze získala s družstvem 16. národní titul a postoupila do play–off Euroligy. S týmem získala titul národního šampiona i v následující sezóně, v nejprestižnější kontinentální soutěži Eurolize pak postoupila mezi 8 nejlepších týmů. V sezoně 2014/15 získala s USK další ligový titul v řadě a tým v domácím prostředí senzačně vybojoval titul v Eurolize. Při svém loučení s trenérskou kariérou v sezoně 2024/25 opět získala nečekaný titul v Eurolize žen a završila ho třináctým domácím titulem v ŽBL.

### Reprezentace Slovenska
Jako asistentka trenéra Tibora Vasilka získala v roce 1997 na ME 1997 v Budapešti 2. místo. Jako hlavní trenérka reprezentace Slovenska obsadila s týmem 8. místo na mistrovství světa v roce 1998 a 4. místo na ME 1999 v Polsku, čímž si reprezentace zajistila postup na LOH 2000 v Sydney. Po sporu SBA s manažerem reprezentace Jozefem Smolkem a jeho odvolání však odmítla reprezentaci na olympiádě v Austrálii vést.
Od roku 2009 pracovala jako sportovní ředitelka reprezentace Slovenska. V březnu 2011 se znovu stala trenérkou slovenské ženské reprezentace a tým vedla i na ME 2011 v Polsku.

### Reprezentace Ruska
S reprezentací Ruska získala jako asistentka trenéra Igora Grudina titul mistryň Evropy na ME 2007 v Itálii a bronzovou medaili na LOH 2008 v Pekingu.

## Funkcionářská kariéra
Od roku 2010 působila jako prezidentka ženského klubu BK Petržalka, kde zároveň trénovala žákyně.

## Ocenění a úspěchy

### Trenérské ocenění a úspěchy
- 25 titulů mistra země (10 českých[3], 10 slovenských, 3 československé, 2 ruské)
- 6 vítězství v Eurolize – 2× SCP Ružomberok, 2× Spartak Moskevská oblast, 2× ZVVZ USK Praha
- 2. místo na turnaji Golden Cup – neoficiální mistrovství světa klubů v brazilské Londrině (1998)
- Mnohonásobná účast ve Final Four Euroligy FIBA se 4 různými kluby
- Semifinále EuroCupu FIBA s Dynamem Moskva (2008/09)
- Vítězství v středoevropské soutěži Super Cup (1994)
- Vítězství v soutěži Maďarsko-slovenský pohár (1995)
- V anketě SBA získala titul Trenérka století
- 2006 – trenérka "výběru světa" – All Star game FIBA – Pécs (Maďarsko)
- 2007 – trenérka "výběru světa" – All Star game FIBA – Valencie (Španělsko)
- Vícenásobný zisk ocenění SBA – Trenér roku
- Ocenění Nejlepší trenérka Euroligy basketbalistek 2014/15 podle eurobasket.com
- Bronzové medaile s reprezentací Ruska jako asistentka trenéra na LOH 2008 v Pekingu.
- Mistryně Evropy s reprezentací Ruska jako asistentka trenéra na ME 2007 v Itálii.
- Stříbrné medaile s reprezentací Slovenska jako asistentka trenéra na ME 1997 v Maďarsku.

### Hráčské úspěchy
- Vítězka Poháru Ronchettiové se Slavií VŠ Praha jako kapitánka družstva (1975/76).
- Mistryně Československa se Slavií VŠ Praha (1972/73).

### Ostatní
- 28. 10. 1998 – ocenění prezidentem SR – Řád Ľudovíta Štúra III. třídy
- Nositelka ocenění Krištáľové krídlo – kategorie Sport (1999)
- Nominace na ocenění Slovenka roku (2010)